# Császártölgy
A császártölgy (Quercus dentata) a tölgy (Quercus) nemzetségbe tartozó, Japánban, Koreában és Kínában őshonos fafaj.

## Leírás

### Levelek
Levelei a legnagyobbak között találhatóak a tölgyfajták közt. A rövid, szőrökkel borított levélnyél 1-1,5 cm hosszú lehet, míg a levél 10–40 cm hosszúságúra és 15–30 cm szélesre nő. A levelek gyakran a fán maradnak még elszáradtan is a tél folyamán.

### Kéreg
Kérge sötétszürke, lemezesen töredezett, durva.

### Virágok
Virágai májusban nyílnak.

### Termés
1,2-2,3 cm hosszú és 1,2-1,5 cm széles, félig kupacsba zárt makkjai szeptember, október során érnek be.

## Fordítás
- Ez a szócikk részben vagy egészben  a   Quercus dentata című angol Wikipédia-szócikk ezen változatának fordításán alapul.  Az eredeti cikk szerkesztőit annak laptörténete sorolja fel. Ez a jelzés csupán a megfogalmazás eredetét és a szerzői jogokat jelzi, nem szolgál a cikkben szereplő információk forrásmegjelöléseként.